# Distrikt Quilca
Der Distrikt Quilca liegt in der Provinz Camaná in der Region Arequipa im Südwesten von Peru. Gegründet wurde der Distrikt am 2. Januar 1857. Der Distrikt Quilca hat eine Fläche von 897 km². Beim Zensus 2017 wurden 943 Einwohner gezählt. Im Jahr 1993 lag die Einwohnerzahl bei 1087, im Jahr 2007 bei 806. Sitz der Distriktverwaltung ist die 82 m hoch gelegene Ortschaft Quilca mit 168 Einwohnern (Stand 2017). Quilca liegt am Westufer des Río Quilca unmittelbar oberhalb dessen Mündung in den Pazifischen Ozean. Quilca liegt 32 km ostsüdöstlich der Provinzhauptstadt Camaná. Die Nationalstraße 1S (Panamericana) verläuft entlang der Meeresküste.

## Geographische Lage
Der Distrikt Quilca liegt im Osten der Provinz Camaná. Der Distrikt besitzt eine etwa 58 km lange Küstenlinie und reicht bis zu 36 km ins Landesinnere. Der Río Quilca sowie dessen rechter Nebenfluss Río Siguas durchqueren den Distrikt. Das Gebiet besteht hauptsächlich aus Wüste. Lediglich entlang dem Flusslauf des Río Quilca wird bewässerte Landwirtschaft betrieben.
Der Distrikt Quilca grenzt im Westen an den Distrikt Samuel Pastor, im Norden an den Distrikt Majes (Provinz Caylloma), im Nordosten an die Distrikte San Juan de Siguas, Santa Rita de Siguas und Vítor (alle drei in der Provinz Arequipa) sowie im Südosten an den Distrikt Islay (Provinz Islay).

## Ortschaften
Neben dem Verwaltungszentrum Quilca gibt es noch folgende Ortschaften im Distrikt:
- La Caleta (439 Einwohner)